# Анастасій Константинопольський
Анастасій (грец. Ἀναστάσιος, (невідомо  — січень 754 ) — Константинопольський патріарх з 730 по 754 рік, що заступив патріархат Германа I (715—730). Анастасій брав активну участь у суперечці про ікони (образи). Його спадкоємцем в екуменічному обряді став Костянтин II Константинопольський. Позиція Анастасія про ікони змінювалася двічі. Спочатку він виступив проти них, потім почав прихильно ставитися і, нарешті, знову виступив проти ікон.

## Фон
У 726 році імператор Лев III Ісавр видав едикт про заборону використання образів у церкві. Його воїни згодом винесли зображення з церков по всій Візантійській імперії. Герман, патріарх Константинополя, опротестував едикт. У 729 році він написав листа до Папи Григорія II у Римі. Незабаром після цього імператор Лев скинув Германа з посади патріарха. Папа Григорій виступив проти Лева і закликав його відкликати едикт, на що Лев відмовився.

## Патріархат Анастасія
У 730 році Лев призначив Анастасія Константинопольським патріархом, головним чином спираючись на його підтримку іконоборства. Конфлікт розгорівся навколо його посади та призвів до рішучого розриву між Східною та Західною церквами. Папа Григорій II помер у 731 році, але його наступник, Папа Григорій III, продовжував опиратися новій політиці, навіть аж до заохочення збройного повстання проти імперської влади в Італії.
У 731 або 733 чи до 740 року Лев III приєднав Іллірик та Південну Італію (Сицилію та Калабрію) до Константинопольського Патріархату Анастасія, передавши папську владу Східній Церкві.
У 741 році Лев помер, і його наступником на посаді імператора став його син Костянтин V, якому майже негайно довелося залишити столицю, щоб захистити східний кордон від нападу халіфату Омеядів. Шварин Костянтина Артабаст, який був куропалатом («господарем палацу») і керував як темою Опсікіон, так і Вірменією, скористався відсутністю нового імператора в столиці, щоб захопити трон. Аби заручитися підтримкою противників іконоборчої політики, Артабаст скасував її та оголосив себе «захисником святих ікон». Патріарх Анастасій швидко перейшов на інший бік і раптово став палким захисником ікон, які Артабаст знову встановив у церквах. Анастасій навіть відлучив Костянтина V від церкви і оголосив його єретиком.
Костянтин зібрав лояльні сегменти своєї армії та рушив до Константинополя в 743 році. Він переміг Артабаста і стратив його. Анастасія позбавили посади, побили батогом і осліпили, а потім з ганьбою провели вулицями міста. Після того, як Анастасій знову змінив свою позицію в питанні ікон, повернувшись до своєї колишньої думки проти ікон, він отримав прощення імператора і був відновлений як патріарх. Анастасій жив до 754 року.